# Воскресные любовники
«Воскресные любовники» (фр. Les seducteurs) — художественный фильм.

## Сюжет
Фильм состоит из четырёх частей, рассказывающих о любовных приключениях четырёх человек из разных стран (Франции, Италии, Великобритании и США).

## В ролях
| Актёр           | Роль            |
| --------------- | --------------- |
| Лино Вентура    | Франсуа Куэроль |
| Роджер Мур      | Гарри Линдон    |
| Уго Тоньяцци    | Армандо         |
| Джин Уайлдер    | Скиппи          |
| Линн Редгрейв   | леди Давина     |
| Кэтлин Куинлин  | Лори            |
| Присцилла Барнс | Донна           |
| Лью Босисио     | Анна            |
| Денхолм Эллиот  | Паркер          |
| Милена Вукотич  | Нора            |
| Россана Подеста | Клара           |